# 国民体育大会高等学校野球競技 (岡山県勢)
国民体育大会高等学校野球競技においての岡山県勢の成績について記す。

## 硬式の部
| 年度                  | 開催地   | 代表校                   | 全国大会成績 |
| --------------------- | -------- | ------------------------ | --- |
| 1948年（第3回大会）   | 福岡県   | 関西（初出場）           | 1回戦 6－4 別府一（大分県） 準々決勝 2－5 西京（京都府）                                                                  |
| 1959年（第14回大会）  | 東京都   | 倉敷工（初出場）         | 1回戦 5－0 東北（宮城県） 準々決勝 3－0 高鍋（宮崎県） 準決勝 2－8 平安（京都府）                                         |
| 1962年 （第17回大会） | 岡山県   | 倉敷工（3年ぶり2回目）   | 準々決勝 1－2 宇部鴻城（山口県）                                                                                          |
| 1965年（第20回大会）  | 岐阜県   | 岡山東商（初出場）       | 1回戦 3－1 徳島商（徳島県） 準々決勝 1－2 銚子商（千葉県）                                                                |
| 1966年（第21回大会）  | 大分県   | 岡山東商（2年連続2回目） | 準々決勝 4－1 報徳学園（兵庫県） 準決勝 1－2 松山商（愛媛県）                                                             |
| 1968年（第23回大会）  | 福井県   | 倉敷工（6年ぶり3回目）   | 1回戦 0－1 松山商（愛媛県）                                                                                               |
| 1969年（第24回大会）  | 長崎県   | 玉島商（初出場）         | 1回戦 4－1 仙台商（宮城県） 準々決勝 9－0 首里（沖縄県） 準決勝 4－3 取手一（茨城県） 決勝 0－1 静岡商（静岡県）          |
| 1971年（第26回大会）  | 和歌山県 | 岡山東商（5年ぶり3回目） | 1回戦 10－3 普天間（沖縄県） 準々決勝 4－1 市和歌山商（和歌山県） 準決勝 6－5 磐城（福島県） 決勝 5－3 報徳学園（兵庫県） |
| 1978年（第33回大会）  | 長野県   | 岡山東商（7年ぶり4回目） | 1回戦 6－10 豊見城（沖縄県）                                                                                              |
| 1984年（第39回大会）  | 奈良県   | 岡山南（初出場）         | 1回戦 3－2 金足農（秋田県） 準々決勝 1－9 PL学園（大阪府）                                                                |
| 1987年（第42回大会）  | 沖縄県   | 関西（39年ぶり2回目）    | 1回戦 1－6 中京（愛知県）                                                                                                 |
| 1989年（第44回大会）  | 北海道   | 倉敷商（初出場）         | 1回戦 3－2 福井商（福井県） 準々決勝 2－0 海星（三重県） 準決勝 0－3 福岡大大濠（福岡県）                                 |
| 1995年（第50回大会）  | 福島県   | 関西（8年ぶり3回目）     | 1回戦 1－2 敦賀気比（福井県）延長12回                                                                                     |
| 1996年（第51回大会）  | 広島県   | 倉敷工（28年ぶり3回目）  | 1回戦 2－4 波佐見（長崎県）                                                                                               |
| 1999年（第54回大会）  | 熊本県   | 岡山理大附（初出場）     | 準々決勝 8－11 智辯和歌山（和歌山県）                                                                                     |
| 2001年（第56回大会）  | 宮城県   | 玉野光南（初出場）       | 準々決勝 9－2 近江（滋賀県） 準決勝 2－2 横浜（神奈川県） ※抽選負け                                                       |
| 2005年（第60回大会）  | 岡山県   | 関西（10年ぶり4回目）    | 準々決勝 1－6 日大三（東京都）                                                                                            |
| 2008年（第63回大会）  | 大分県   | 倉敷商（20年ぶり2回目）  | 1回戦 3－1 日田林工（大分県）                                                                                             |